# Luis Cornejo
Luis Cornejo Gamboa (Santiago, 13 de marzo de 1925 - ibídem, 19 de noviembre de 1992) fue un cuentista, novelista psiquiatra y director-productor de cine chileno.

## Vida y obras
Hijo de Graciela Gamboa y Manuel Cornejo. Su madre venía de una familia acomodada que había perdido toda su herencia a causa de un padre alcohólico. Su padre era un baldosista fino, un trabajador humilde y responsable. Vivían en el barrio Vivaceta de Santiago, donde abundaban los conventillos y la miseria.
Luis Cornejo no asistió asiduamente a la escuela. A los trece años ocupó el lugar de obrero de la construcción de su padre y así contribuía al ingreso familiar. De niño le gustaba mucho el cine y, en algún momento de su vida, quiso ser cantante. Se probó como tenor en el Conservatorio, donde le dijeron que tenía buena voz, pero no buen oído.
A los dieciséis años, en 1941, debutó en el Teatro Experimental de la Universidad de Chile con "La Guarda Cuidadosa" de Miguel de Cervantes y Saavedra y "Ligazón" de Ramón del Valle Inclán. En el Experimental tiene la posibilidad de desarrollar sus condiciones de actor cómico puesto que se abre una escuela de teatro nocturna en donde se pretendía formar a jóvenes de bajos recursos. Luego, ingresa a la Escuela de Teatro de la Universidad Católica.
Luis ingresa a las Juventudes Comunistas y será un fiel militante.
Su primer libro se tituló "Barrio bravo". Ninguna editorial quiso publicarlo y es por esta razón que se convierte en un autoeditor. Los círculos intelectuales no lo reconocían y no pertenecía a ninguna generación literaria. Sus obras por tratar de la marginalidad no se adecuaban a lo que requería el canon. Es por esto que venderá sus libros en la Plaza de Armas de Santiago junto a su mujer, Amanda Bustamante.
Cornejo, ya casado, retoma sus estudios en un liceo nocturno para obtener su licencia de educación secundaria. Será libretista del programa radial "La Tercera Oreja" y de "Lo que cuenta el viento". Fue camarógrafo del canal 9 de televisión. Fue autor de un cortometraje llamado "El Angelito" y, con el texto de Fernando Cuadra y su propio guion, se filma el largometraje titulado "El fin del juego" que no tuvo éxito.
Sus proyectos cinematográficos continúan. Produce El Chacal de Nahueltoro y el director Costa Gavras lo contrató para la producción de Estado de Sitio. Es protagonista de su obra "Lluvia de octubre". Además, fue funcionario de la Cineteca de la Universidad de Chile y fue contratado por Chilefilms. En la UP dirigió algunas piezas del Magazine Color, precursor del Noticiario Nacional.
Algunos de sus libros son el ya mencionado "Barrio bravo", "Los amantes del London Park", "La silla iluminada", "El último Lunes", los cuales se vendía en gran cantidad en la Plaza de Armas.
En 1986 participa en la teleserie "La Villa", de Televisión Nacional de Chile, interpretando al Inspector Sánchez, siendo reemplazado posteriormente por el actor Rodrigo Álvarez.

## Enfermedad y muerte
En el transcurso de la producción de "La Tormenta" el autor es diagnosticado con cáncer pancreático. Fallece el 11 de septiembre de 1992 con 68 años de edad. Es reconocido como un gran exponente de la novela social chilena.

## Obra
- Barrio Bravo 1955
- Los amantes de London Park 1960
- El último lunes 1986
- Show continuado 1987
- Tal vez mañana 1989
- La silla iluminada 1987
- Ir por lana 1989
- La tormenta 1991